# 忠義巡社
忠義巡社是南宋的一種民間抗金團體。

## 歷史
建炎元年 (1127年) 八月十日，宋高宗趙構下令創設忠義巡社，希望全國人民成為國家的士兵與金人對抗。在忠義巡社的組織中，每十人為一甲，五甲為一隊，四隊為一部，五部為一社，五社為一都社，兩都社或一萬人以上則以都總轄、副都總轄為正副首領。
中原地區的抗金團體多以「忠義巡社」為名，甚至有些以走私解鹽為生的南宋邊境地區非法分子亦自組義軍抗金，他們被稱為「忠義人」，但實際上僅為其中一種義軍。這些忠義人在金朝境內攻城略地，並且自封官爵，實與盜匪無有任何差別，成為南宋朝廷眼中的包袱與隱患，故而受到南宋朝廷的猜忌  。
岳飛在郾城之戰大破金兵後，尚為金人控制區的河北各地之下的抗金團體「忠義巡社」紛紛舉事響應。隨著宋高宗下令岳飛班師，岳飛欲聯絡河北「忠義巡社」以收復北方失土的希望遂告落空。